# Baar (Zug)
Baar és un municipi del cantó de Zug (Suïssa).